# 法国—利比里亚关系
法国—利比里亚关系开始于1852年，此时正值利比里亚独立后不久，目前两国皆在对方首都设立使馆。

## 历史
法国承认利比里亚独立较早。在利比里亚共和国于1847年宣布独立后，法国于1852年成为继英国之后第二个承认其主权地位的国家。利比里亚总统约瑟夫·詹金斯·罗伯茨在其就任初期频繁出访，以争取各国承认利比里亚。他多次与法国总统拿破仑三世会晤，最终拿破仑三世向利比里亚赠送了军事装备和制服。

### 领土争端
直到19世纪80年代，利比里亚与法国之间的关系基本上是积极友好的，尽管先前利比里亚和美国境内就流传着有关法国觊觎利比里亚领土的传言。这种正面的关系在“瓜分非洲”时期发生了变化，法国在西非的帝国主义野心使两国关系变得紧张。在19世纪80年代之前，法国曾称赞利比里亚是非洲“文明化”的力量，但之后转而认为只有欧洲人有能力“文明化”非洲人。19世纪80年代，法国开始对位于圣佩德罗河与卡瓦拉河之间的部分领土声称拥有主权，后于1892年夺取了该片土地。法国于1892年12月8日与利比里亚政府签署协议，将该领土正式割让给法國，这些土地在象牙海岸於1960年独立后便归属象牙海岸。
利比里亚与法国在1907年9月18日签署了另一项领土条约，这一次利比里亚割让了其声称拥有的东北部大片领土。条约还规定如果利比里亚未能组建军队以保卫其边界，法国则有权在利比里亚境内部署军队。这一条款是促使利比里亚边境部队成立的因素之一。法国与利比里亚又于1911年1月13日签署了另一项领土协议，以解决1907年条约所引发的争端。

### 经济联系
在利比里亚总统亚瑟·巴克利任内的1911年，法国与包括英国、美国和德国在内的其他西方列强协商达成了一项重大贷款协议，该协议于1912年在总统丹尼尔·E·霍华德任内获得批准。此次贷款金额为170万美元，条件包括四国可各自指派海关总接收员，从而限制了利比里亚财政部长的权力。该笔1912年贷款于1926年由美国金融公司提供贷款后得以偿还。
2004年，《非洲历史》期刊的蒂姆·盖斯贝克（Tim Geysbeek）指出，法国“对利比里亚施加了巨大的经济和政治影响”。在利比里亚内战期间，法国是利比里亚木材的主要进口国。法国公司依赖于来自利比里亚冲突地区的木材，而利比里亚出口法国的木材占该国出口总量的18%，这些木材出口在一定程度上维系了查尔斯·泰勒政权。2003年7月，在泰勒被流放至尼日利亚后，法国对利比里亚的木材出口实施了制裁。2019年有调查发现法国违反了欧盟关于防止非法木材进口的法律，法国企业自包括利比里亚在内的多个非洲国家进口了大量通过行贿和非法砍伐获得的非法木材。

### 近期外交关系
2018年2月，利比里亚总统乔治·维阿进行了其上任后首次前往非洲以外的国事访问，他前往法国并会见了法国总统埃马纽埃尔·马克龙。2024年8月，法国外长让-伊夫·勒德里昂对蒙罗维亚进行了访问，这是40年来首次有法国部会首长访问蒙罗维亚。2025年4月，法国驻利比里亚大使伊莎贝尔·勒盖莱克和欧盟驻利比里亚代表团团长H·E·诺娜·德普雷访问了安赛乐米塔尔利比里亚公司在布坎南和耶凱帕的工厂，强调了国际合作的重要性。

### 引用书籍
- Dunn, Elwood D.; Beyan, Amos J.; Burrowes, Carl Patrick. . Lanham, Maryland: Scarecrow Press. 2000. ISBN 9781461659310.
- Duva, Anjali Mitter. . PBS. 2002  [2022-08-16]. （原始内容存档于2025-03-13） （英语）.
- Gates, Henry Louis; Higginbotham, Evelyn Brooks. . Oxford, United Kingdom: Oxford University Press. 2008. ISBN 978-0-19-516019-2 （英语）.
- Geysbeek, Tim. . History in Africa (Cambridge University Press). 2004, 31: 185–213  [2022-08-16]. JSTOR 4128524. S2CID 162519746. doi:10.1017/S0361541300003454. （原始内容存档于2025-05-03）.
- Johnston, Patrick. . Review of African Political Economy (Taylor & Francis). 2004, 31 (101): 441–456  [2022-08-16]. JSTOR 4006966. S2CID 153458543. doi:10.1080/0305624042000295530. hdl:10.1080/0305624042000295530 . （原始内容存档于2025-05-03）.
- Nevin, Timothy D. . The International Journal of African Historical Studies (Boston, Massachusetts: Boston University African Studies Center（英语：Boston University African Studies Center）). 2011, 44 (2): 275–297  [2022-08-16]. JSTOR 23046881.
- Murdza, Peter John Jr. . 1979 （英语）.
- Van Der Kraaij, Fred P.M. . Liberia Past and Present.   [2022-08-16]. （原始内容存档于2024-12-03）.
- Wesley, Charles H. . The Journal of African American History（英语：The Journal of African American History）. 1917, 2: 369–383  [2022-08-16]. （原始内容存档于2025-03-20）.